# 1,3,5-三氧杂环己烷三酮
1,3,5-三氧杂环己烷三酮也称为“1,3,5-三氧杂环己烷-2,4,6-三酮”是一种假想的有机碳氧化物，其分子式为C3O6。该化合物可看作是二氧化碳的环状三聚体或1,3,5-三氧杂环己烷的三羰基取代物。
理论研究预测1,3,5-三氧杂环己烷三酮在室温下是不稳定的（半衰期小于8s），但可能在低于-196℃的环境中保持稳定。